# Ludwig Mooslechner
Ludwig Mooslechner (* 20. August 1910; † 10. April 1945 auf der Hebalm, Gemeinde Kloster, heute: Gemeinde Deutschlandsberg) war ein österreichischer Arzt und Widerstandskämpfer gegen den Nationalsozialismus.

## Leben

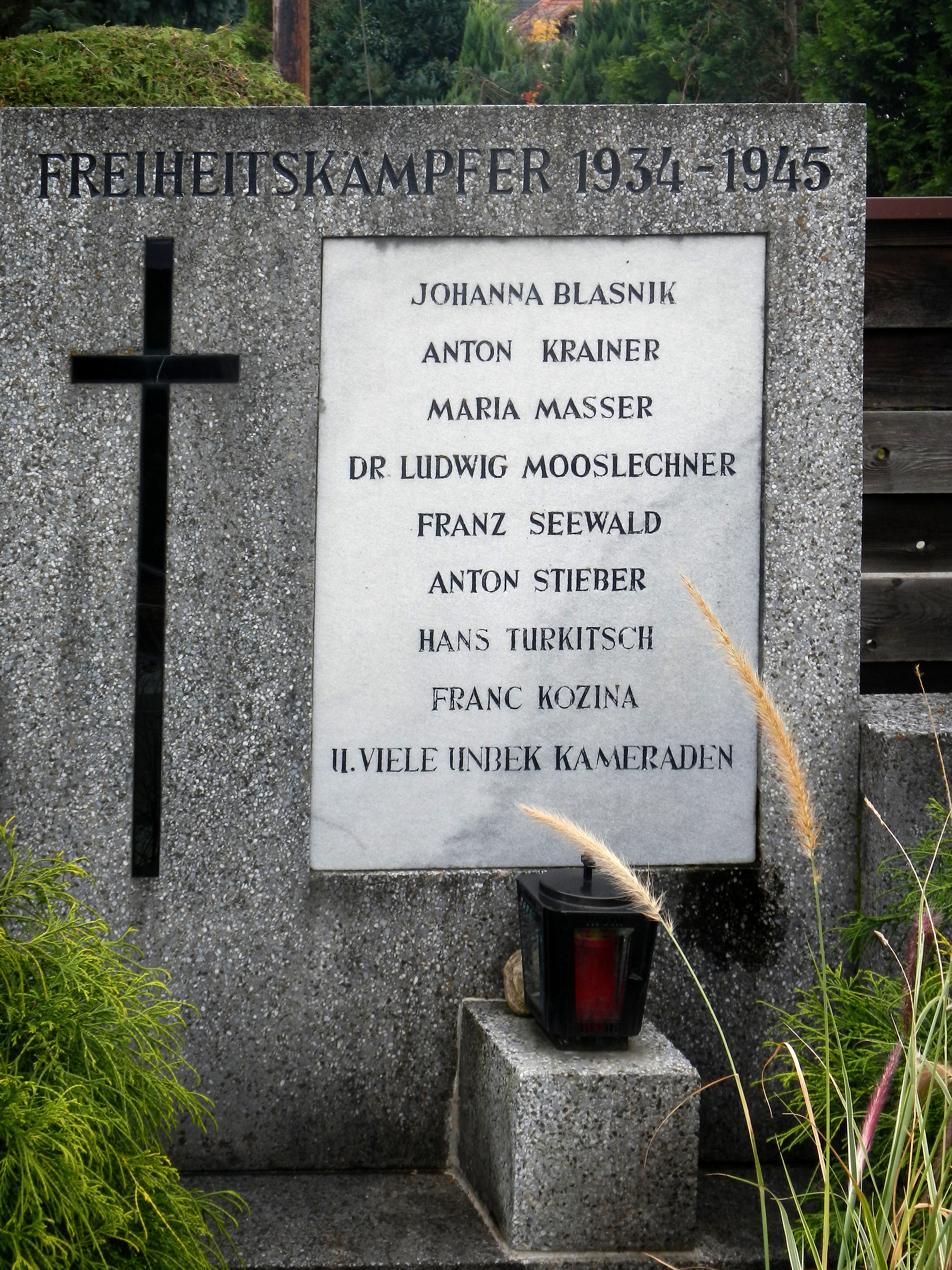

Ludwig Mooslechner studierte Medizin in Innsbruck, Wien und Graz. Während seines Studiums wurde er Mitglied der katholischen Studentenverbindungen AV Austria Innsbruck, KÖStV Austria Wien und KÖHV Carolina Graz (alle Mitglied im Österreichischen Cartellverband). In Graz war er zunächst im Landeskrankenhaus Graz tätig, wo er im März 1938 aus politischen Gründen seine Posten aufgeben musste.
Er hatte sich aber auch bereits mit 1. Februar 1935 als praktischer Arzt mit Zahnbehandlung in Schwanberg in der Weststeiermark niedergelassen. Sein Vorgänger als Distriktsarzt war dort Franz Graf gewesen, der wegen seiner Beteiligung am nationalsozialistisch ausgerichteten Juliputsch 1934 verhaftet und bis zum 23. Jänner 1935, zuletzt im Anhaltelager Wöllersdorf, interniert worden war. Mit Ende Juni 1935 wurde Graf die Ausübung des ärztlichen Berufes in Schwanberg verboten, er übersiedelte nach Neuruppin in Brandenburg und starb 1940. Es gab Gerüchte darüber, dass Adolf Wojatschek, der Schwiegervater Mooslechners, am Verlust der Berufsberechtigung von Graf mitgewirkt habe. Das konnte aus den vorhandenen Quellen nicht verifiziert werden. Wojatschek war Arzt im Landeskrankenhaus für Geisteskranke in Schwanberg, die Hochzeit Mooslechners mit Dory Wojatschek fand am 5. Mai 1935 statt. Mooslechner und Wojatschek werden in der Literatur als Anhänger des Ständestaates geschildert.
In den Jahren 1944/45 versorgte Mooslechner die Partisanen im Gebiet der Koralm mit Waffen, Munition und Medikamenten. Im September 1944 wurde er bereits von der Gestapo wegen „Wehrkraftzersetzung und Feindbegünstigung“ verhaftet, dann aus gesundheitlichen Gründen entlassen. Am 25. März 1945 erfolgte eine erneute Verhaftung mit der Beschuldigung Freiheitskämpfer im Koralpengebiet in Kärnten mit Waffen, Munition und Medikamenten versorgt und deren Kranke und Verwundete behandelt zu haben. Er wurde mit 17 weiteren Gefangenen (15 Männer und zwei Frauen) auf Anordnung des Deutschlandsberger Kreisleiters Hugo Suette in einem Bombentrichter auf der Hebalm erschossen.
Sein Grab befindet sich, gemeinsam mit anderen Widerstandskämpfern, auf dem Friedhof Deutschlandsberg.